# 山本浩二 (バスケットボール)
山本 浩二（やまもと こうじ、1952年〈昭和27年〉7月28日 - 2001年〈平成13年〉3月29日）は、秋田県山本郡八森町（現：八峰町）出身のバスケットボール選手。ポジションはガード。

## 人物
能代工業高校で全国大会2冠を達成し、明治大学に進学。4年次に主将を務め、1975年のオールジャパン優勝に導いた。これが現在のところ学生チームが制した最後のオールジャパンとなる。
卒業後、日本鋼管に入社。1年目より活躍し、全日本にも選ばれ翌年のモントリオール五輪に出場した。
引退後は日立戸塚女子の監督も務めた。

## 経歴
- 能代工 - 明治大 - 日本鋼管

## 日本代表歴
- モントリオールオリンピック

## 受賞歴
- 1977～80日本リーグベスト5